# Uno (álbum de Nacho)
Uno (estilizado como UNO) es el segundo álbum de estudio del cantante venezolano Nacho.El álbum se caracteriza por el estilo urbano de Nacho, donde hay una combinación de ritmos como el reguetón, la balada romántica, el trap y la música tropical. De este álbum, se desprenden algunos sencillos como: «Déjalo», «Mona Lisa», «Casualidad» y «La vida es una sola».En este álbum, están incluidas las participaciones de Nicky Jam, Wisin, Yandel, Bad Bunny, Manuel Turizo, Ozuna, Fuego y Tito El Bambino entre otros.

## Lista de canciones
| N.º | Título                                                   | Duración |  |
| 1.  | «F.O.K Friends»                                          | 3:02     |  |
| 2.  | «Ella se va» (con Bryant Myers, Lyanno y Rauw Alejandro) | 3:31     |  |
| 3.  | «Delirio» (con Zion & Lennox)                            | 3:15     |  |
| 4.  | «Emborráchate» (con Noriel)                              | 3:27     |  |
| 5.  | «Mambo a los Haters» (con Fuego)                         | 3:18     |  |
| 6.  | «Para que nunca me olvides»                              | 3:03     |  |
| 7.  | «Mona Lisa» (con Nicky Jam)                              | 3:06     |  |
| 8.  | «Murga»                                                  | 2:43     |  |
| 9.  | «Doble Play» (con Luis Fonsi y Wisin)                    | 3:23     |  |
| 10. | «Parece modelo» (con Jeeiph)                             | 3:11     |  |
| 11. | «Maldades»                                               | 2:44     |  |
| 12. | «Pa' que me llegue» (con Kenser y Bulova)                | 3:47     |  |
| 13. | «Qué más da»                                             | 2:51     |  |
| 14. | «Nadie sabe»                                             | 3:17     |  |
| 15. | «La vida es una sola» (con Tito El Bambino)              | 3:42     |  |
| 16. | «Corazón bandido»                                        | 2:57     |  |
| 17. | «Mi vida»                                                | 3:48     |  |
| 18. | «Déjalo» (con Manuel Turizo)                             | 3:22     |  |
| 19. | «Casualidad» (con Ozuna)                                 | 3:04     |  |
| 20. | «No te vas (Remix)» (con Wisin y Noriel)                 | 3:46     |  |
| 21. | «Báilame (Remix)» (con Yandel y Bad Bunny)               | 3:36     |  |